# هنري أيالا
هنري أيالا (بالإسبانية: Henry Ayala)‏ هو لاعب كرة قدم هندوراسي، ولد في 1996 في دانلي ش بارايسو ‏ في هندوراس. لعب مع Lobos UPNFM ‏.